# Spongicola venustus
Spongicola venustus is een tienpotigensoort uit de familie van de Spongicolidae. De wetenschappelijke naam van de soort werd in 1844 voor het eerst geldig gepubliceerd door de Nederlandse zoöloog Wilhem de Haan.